# Al-Arjentiny
José Emmanuel Piaggesi (Mendoza&thinsp, 1988), conocido como Al-Arjentiny  es un docente y miliciano argentino quien en 2011 fue testigo de la Primavera Árabe. Participó de la primera guerra civil libia, uniéndose a un grupo rebelde en contra del régimen del dictador Muamar el Gadafi.

## Biografía

### Primeros años y docencia
Nacido en la provincia de Mendoza alrededor de 1988, se mudó con su familia a muy temprana edad a la provincia de Neuquén, donde se radicarían efectivamente. Trabajó como docente de educación secundaria en la Escuela Provincial de Educación Técnica N.º 3 (EPET N°3) de la ciudad de Neuquén, dando clases de taller y tuvo activa militancia con el sindicato de docentes "Asociación de Trabajadores de la Educación de Neuquén", más conocido como el ATEN.
Formó parte de una de estas militancias sindicales, el 4 de abril de 2007, durante la cual se protestaba el mandato del gobernador de Neuquén Jorge Sobisch, la misma en la cual fue muerto el también docente Carlos Fuentealba.

### Viaje a Libia
Por aparente vocación, en algún momento del año 2010 emprende un viaje de seis meses hacia los territorios palestinos como voluntario de la ONG Caritas en Jerusalén. Luego de esto, emprende un viaje por Europa, visitando también Jordania y terminando en Egipto, poco después de la caída del gobierno de Hosni Mubarak luego de las protestas en la plaza Tahrir. Es en estos viajes donde aprende a hablar el idioma árabe.
Su siguiente viaje es a Bengasi, una ciudad costera de Libia, considerada por ese entonces como la capital rebelde debido a que, para el 21 de febrero de 2011, estaba controlada mayormente por la oposición. Las fuentes difieren en el método de acceso al país; la versión más apoyada y que parece ser la más probable afirma que entró como periodista, haciéndose pasar por un reportero independiente de un medio periodístico de la Universidad Nacional de Córdoba, (acreditación que no tiene, pues posteriormente admitió no ser periodista). Sea como fuere, arriba a la ciudad a mediados de marzo de 2011 y es durante esta travesía cuando decide participar de la revuelta contra el régimen de Gaddafi, uniéndose a una de las agrupaciones rebeldes, de nombre "Jwarah".

"Nuestro grupo está integrado por cuatro equipos conformados por 30 personas aproximadamente, cada uno con su respectivo líder. Muftah Al-Sibhawy (es) el nuestro, pero a la vez los cuatro (equipos) respondemos a las ordenes de Abd al-Salam, un veterano cuya experiencia es netamente organizativa, no bélica…".
Piaggesi en una entrevista con BBC Mundo

Tiempo después él y su grupo se trasladan, pasando por Ajdabiya, zona que en el momento sufría fuertes bombardeos, llegando casi hasta Sirte. Cerca de Ben Yauad tiene su bautismo de fuego, cuando experimenta por primera vez un conflicto armado, intercambiando disparos con soldados de las fuerzas libias que estaban parapetados en una escuela. Desde una duna, empleando una AK-47 que le otorgaron sus compañeros, se envuelve en un tiroteo que duró unos 30 minutos, hasta que la superioridad del enemigo se hizo evidente. Él y su grupo fueron rescatados por una camioneta rebelde que los sacó hacia el este. A partir de ese momento intentarán continuar con el avance, volviendo a Bengasi cada tres o cuatro días, hospedándose en las casas de los milicianos cuando estén en la ciudad.
Posteriormente logran asentarse en Misrata, avanzando por la costa libia en dirección a Trípoli, la capital nacional. Se apostó con su equipo en una zona de muchos árboles y montes; el día 22 de mayo de 2011 detectan dos tanques cerca de su posición, por lo que abren fuego con morteros y misiles de Katiusha para intentar repelerlos. Detienen el avance momentáneamente, hasta que a las 6 de la mañana del día siguiente oyen disparos de ametralladora que interpretan como una ofensiva. Adentrándose unos 200 metros en la vegetación, comienzan a disparar en dirección a la avanzada, acción que obtiene como respuesta más disparos en su dirección. Al oír gritos que afirman que el bando opuesto está compuesto de rebeldes también, ordenan un alto al fuego, que es inmediatamente seguido por más disparos del adversario. Asumiendo que fueron engañados, el enfrentamiento continúa; uno de los soldados libios dispara un proyectil de RPG que impacta contra Muftah, líder del grupo rebelde, presumiblemente causándole la muerte. La metralla que se desprende impacta en Piaggesi quien, aturdido, emprende la retirada, haciendo unos 50 metros antes de percatarse de sus heridas.

"…hice 50 metros y sentí calor en la cara, me toqué, estaba sangrando, seguí corriendo.
Me costó entenderlo, pero era obvio, me habían dado".

Habiendo logrado retirarse y aún en recuperación por el daño sufrido en el enfrentamiento con las fuerzas libias, en junio de 2011 accede a una entrevista por correo electrónico concertada a través de su familia, en la que afirma que se oponen no solo a Gadafi, sino también a la intervención militar de la OTAN, así como también al intento de implementar el capitalismo, al que acusa de "querer apropiarse de lo que persiguen los rebeldes libios".

### Toma de Trípoli
En agosto de 2011, el Consejo Nacional de Transición, principal coalición rebelde en Libia liderada por Mustafa Abdul Jalil avanza sobre la capital del país, Trípoli, y toman la ciudad para si. Varios otros grupos rebeldes se le unen, avanzando tanto desde el oeste (desde las montañas de Nefusa) como desde el este (arribando por mar o por la ruta de Misrata). Piaggesi forma parte de estos últimos.
Durante julio de 2011, Piaggesi se había separado de su equipo por "diferencias con el líder"; se alejó del frente durante un mes para luego volver y encontrarse con su grupo fragmentado en tres facciones. Decide unirse al conjunto menos numeroso, y avanzó con ellos por el este, siguiendo la ruta de Misrata. Al ingresar los grupos del oeste a Trípoli, las fuerzas de Gadafi se repliegan, y la escuadra de Piaggesi llega a la capital en tan solo dos días "con una ínfima resistencia de soldados o escaramuzas aisladas".
Afirma haber formado parte también del asalto al cuartel militar Bab al-Azizia, que tuvo lugar el 23 de agosto de 2011, y que por aquella época era usado como base de operaciones y principal residencia del coronel Gadafi. Las fuerzas rebeldes registraron todas las edificaciones buscándolo pero no pudieron encontrarlo, haciendo evidente que huyó de allí en algún momento desde el inicio de la batalla por la ciudad.
Las últimas notas que dio a los diarios recogen lo último que se sabe de él. A pesar de que la ofensiva aérea de la OTAN sobre Trípoli apuntaba a apoyar la revuelta rebelde, Piaggesi expresó rechazo por su intervención en el país, alegando que solo buscaban quedarse con el petróleo libio y que de haber tomado parte sus fuerzas terrestres, habría desencadenado "una situación como en Irak o Afganistán".
Comentaba que el territorio controlado por las fuerzas de Gadafi se había reducido: "Sólo quedan dos barrios con pequeños grupos en Trípoli y una resistencia importante en Sirte". Decía sentirse "realizado" y "orgulloso de haber colaborado para quitarle las armas al Estado y devolverlas al pueblo".

"Puedo darme el lujo de decir que ganamos la insurrección, pero la revolución recién empieza".